# Jeff Hughes
Jeffrey Edward Hughes (*Larne, Irlanda del Norte, 29 de mayo de 1985), futbolista norirlandés. Juega de defensa y su actual equipo es el Larne Football Club  de la NIFL Championship de Irlanda del Norte.

## Selección nacional
Ha sido internacional con la Selección de fútbol de Irlanda del Norte, ha jugado 2 partidos internacionales

## Clubes
| Club                         | País              | Año             |
| ---------------------------- | ----------------- | --------------- |
| Larne FC                     | Irlanda del Norte | 2003 - 2005     |
| Lincoln City                 | Inglaterra        | 2005 - 2007     |
| Crystal Palace               | Inglaterra        | 2007 - 2008     |
| Peterborough United (cesión) | Inglaterra        | 2007 - 2008     |
| Bristol Rovers (cesión)      | Inglaterra        | 2008            |
| Bristol Rovers               | Inglaterra        | 2008 - 2011     |
| Notts County                 | Inglaterra        | 2011 - 2013     |
| Fleetwood Town               | Inglaterra        | 2013 - 2015     |
| Cambridge United             | Inglaterra        | 2015 - 2016     |
| Tranmere Rovers (cesión)     | Inglaterra        | 2016            |
| Tranmere Rovers              | Inglaterra        | 2016 - 2018     |
| Larne FC                     | Irlanda del Norte | 2018 - presente |